# Renaud Sainsaulieu
Renaud Sainsaulieu, né le 4 novembre 1935 à Paris et mort le 26 juillet 2002 dans la même ville, est un sociologue français.

## Biographie

### Jeunesse et études
Fils de Louis Sainsaulieu, Renaud Sainsaulieu est issue d’une famille bourgeoise catholique du  16ème arrondissement (Paris). Il fait ses études au lycée Saint-Louis de Gonzague puis au lycée Janson-de-Sailly. Il est marqué par son expérience du scoutisme.
Une fois son baccalauréat obtenu, il s'inscrit à l'université Paris I Panthéon Sorbonne et suit des études de droit (1954-1956) puis de psychologie générale (1957-1959). Il est docteur d'État ès lettres et sciences humaines.

### Parcours professionnel
De 1959 à 1960 il effectua un séjour d’un an aux États-Unis, à l’université Cornell où il approfondit sa connaissance des travaux américains de psychologie industrielle,.
De 1960 à 1962, il sert en Algérie comme sous-lieutenant au service de psychologie des armées.
Aux environs de 1970, il enseigne durant plusieurs années la sociologie à l'École des mines de Nancy, mettant ainsi en œuvre la réforme de Bertrand Schwartz, qui a fait entrer les sciences humaines et sociales dans une école d'ingénieurs.
En 1977, il est recruté comme professeur à l'Institut d'études politiques de Paris. Il dirige pendant longtemps le Centre d'études sociologiques. Il refonde en 1982 le DESS Gestion de l'emploi et développement social de l'entreprise, et le dirige jusqu'en 2002. Il a aussi contribué à créer un cycle de formation continue en sociologie en 1991. Impliqué au sein de la vie de l'Institut, il préside son conseil scientifique de 1989 à 1997, date à laquelle Jean-Paul Fitoussi lui succède.
On peut le considérer comme l'un des principaux théoriciens français de la sociologie des organisations, et la sociologie de l'entreprise,,. Il a en effet fortement contribué au développement de ces disciplines en France, en prenant la suite des travaux de Michel Crozier au sein du Centre de sociologie des organisations.

## Sources externes
- Norbert Alter, Dominique Martin. "Sainsaulieu, Renaud (1935-2002)", Blackwell Encyclopedia of Sociology, Blackwell Publishing, pp.5650, 2007.

- Dahan-Seltzer, Geneviève, et Monique Hirschhorn. « Sainsaulieu Renaud (1935-2002) », Jacqueline Barus-Michel éd., Vocabulaire de psychosociologie. Références et positions. Érès, 2016, pp. 601-603.